# Cambados
Cambados é um município da Espanha na província de Pontevedra, comunidade autónoma da Galiza. Tem 48,31 km² de área e em 2021 tinha 13 673 habitantes (densidade: 283 hab./km²).

## Demografia
| Variação demográfica do município entre 1991 e 2004 | Variação demográfica do município entre 1991 e 2004 | Variação demográfica do município entre 1991 e 2004 | Variação demográfica do município entre 1991 e 2004 |
| --------------------------------------------------- | --------------------------------------------------- | --------------------------------------------------- | --------------------------------------------------- |
| 1991                                                | 1996                                                | 2001                                                | 2004                                                |
| 12668                                               | 12936                                               | 13385                                               | 13564                                               |

## Patrimônio
- Torre de San Sadurniño